# This Loud Morning
This Loud Morning è il terzo album in studio, il secondo per una major, del cantautore statunitense David Cook, pubblicato nel 2011. 

## Tracce
1. Circadian (David Cook, David Hodges, Neal Tiemann) – 4:53
2. Right Here, with You (Cook, Johnny Rzeznik, Ryan Star, Gregg Wattenberg) – 3:18
3. We Believe (Cook, Julian Emery, Jim Irvin) – 4:22
4. Fade into Me (Cook, Kevin Griffin, Jamie Houston) – 4:06
5. Hard to Believe (Cook, Hodges, Jess Cates, Lindy Robbins) – 3:52
6. Take Me as I Am (Cook, Marti Frederiksen, Scott Stevens) – 4:06
7. Time Marches On (Cook, Frederiksen) – 3:42
8. The Last Goodbye (Cook, Ryan Tedder) – 3:00
9. Paper Heart (Cook, Emery, Irvin) – 3:36
10. 4 Letter Word (Cook, Claude Kelly, Matt Squire) – 3:09
11. Goodbye to the Girl (Cook, Tiemann, Andy Skib) – 4:18
12. Rapid Eye Movement (Cook, Hodges) – 5:57